# Rząd Karla von Stremayra
Rząd Karla von Stremayra – prowizoryczny urzędniczy rząd austriacki, rządzący Cesarstwem Austriackim od 15 lutego do 12 sierpnia 1879.

## Skład rządu
- premier – Karl von Stremayr
- rolnictwo – Hieronymus Colloredo
- handel – Johann Chlumecky
- wyznania i oświata – Karl von Stremayr
- finanse – Sisino de Pretis
- sprawy wewnętrzne – Eduard Taaffe
- sprawiedliwość – Julius Glaser
- obrona krajowa – Julius Horst
- minister bez teki (do spraw Galicji) – Florian Ziemiałkowski